# Birger Sellin
Pour les articles homonymes, voir Sellin.
Birger Sellin (né à Berlin le 1er février 1973) est le premier auteur autiste publié en Allemagne.
Son premier ouvrage édité, à tendance poétique, était intitulé Ich will kein Inmich mehr sein (Je ne veux plus rester à l'intérieur de moi) (1993).
Ce message d'un esprit autiste a rapidement été traduit en plusieurs langues, et Birger est devenu le centre d'une polémique sur l'incompatibilité de son autisme avec l'écriture par la méthode controversée dite de "communication facilitée".